# کراتزرویل (پنسیلوانیا)
کراتزرویل (به انگلیسی: Kratzerville) یک منطقهٔ مسکونی در ایالات متحده آمریکا است که در شهرستان اسنایدر، پنسیلوانیا واقع شده‌است. کراتزرویل ۲٫۵ کیلومتر مربع مساحت و ۳۹۱ نفر جمعیت دارد.